# Cosuenda
Cosuenda település Spanyolországban,  Zaragoza tartományban. Cosuenda Aguarón, Alfamén, Tobed, Alpartir, Almonacid de la Sierra és Cariñena községekkel határos. Lakosainak száma 329 fő (2024).

## Népesség
A település népessége az utóbbi években az alábbiak szerint változott:
| Lakosok száma | 415  | 392  | 384  | 392  | 398  | 377  | 372  | 364  | 326  | 329  |
|               | 2001 | 2004 | 2007 | 2009 | 2012 | 2014 | 2017 | 2019 | 2022 | 2024 |